# Dassault Flamant
Die Dassault MD.315 Flamant ist ein leichtes zweimotoriges Transportflugzeug des französischen Herstellers Dassault Aviation, das kurz nach dem Ende des Zweiten Weltkrieges für die französischen Luftstreitkräfte entwickelt wurde.

## Geschichte und Konstruktion
Die Entwicklungsarbeiten an einem leichten Transportflugzeug für den Einsatz in den französischen Kolonialgebieten begannen 1946 unter der Bezeichnung MD.303 als Weiterentwicklung eines früheren Projektes für ein achtsitziges Verbindungsflugzeug, der Marcel Bloch MB-30. Der Prototyp der MD.303 flog erstmals am 26. Februar 1947 und wurde von zwei hängend eingebauten 6-Zylinder-Reihenmotoren Béarn 6D angetrieben. Das Flugzeug ist als Tiefdecker mit doppeltem Leitwerk ausgelegt und besitzt ein einziehbares Bugradfahrwerk. Die Serienversion wurde mit ebenfalls hängend eingebauten 12-Zylinder-V-Motoren Renault 12S ausgestattet. Die erste Flamant wurde im Jahr 1949 an die französischen Luftstreitkräfte ausgeliefert. Das Flugzeug wurde für die Pilotenausbildung, Navigationstraining, leichten Transport, Seeüberwachung und als leichtes Angriffsflugzeug eingesetzt. Während des Algerienkriegs wurde die Maschine für leichte Angriffe mit Nord-SS.11- und AS.11-Panzerabwehrraketen oder mit Maschinengewehren, Bomben und Raketen ausgerüstet. Die Flamant blieb bis 1981 im Dienst.

## Varianten
- MD.303: Prototyp, 1 gebaut

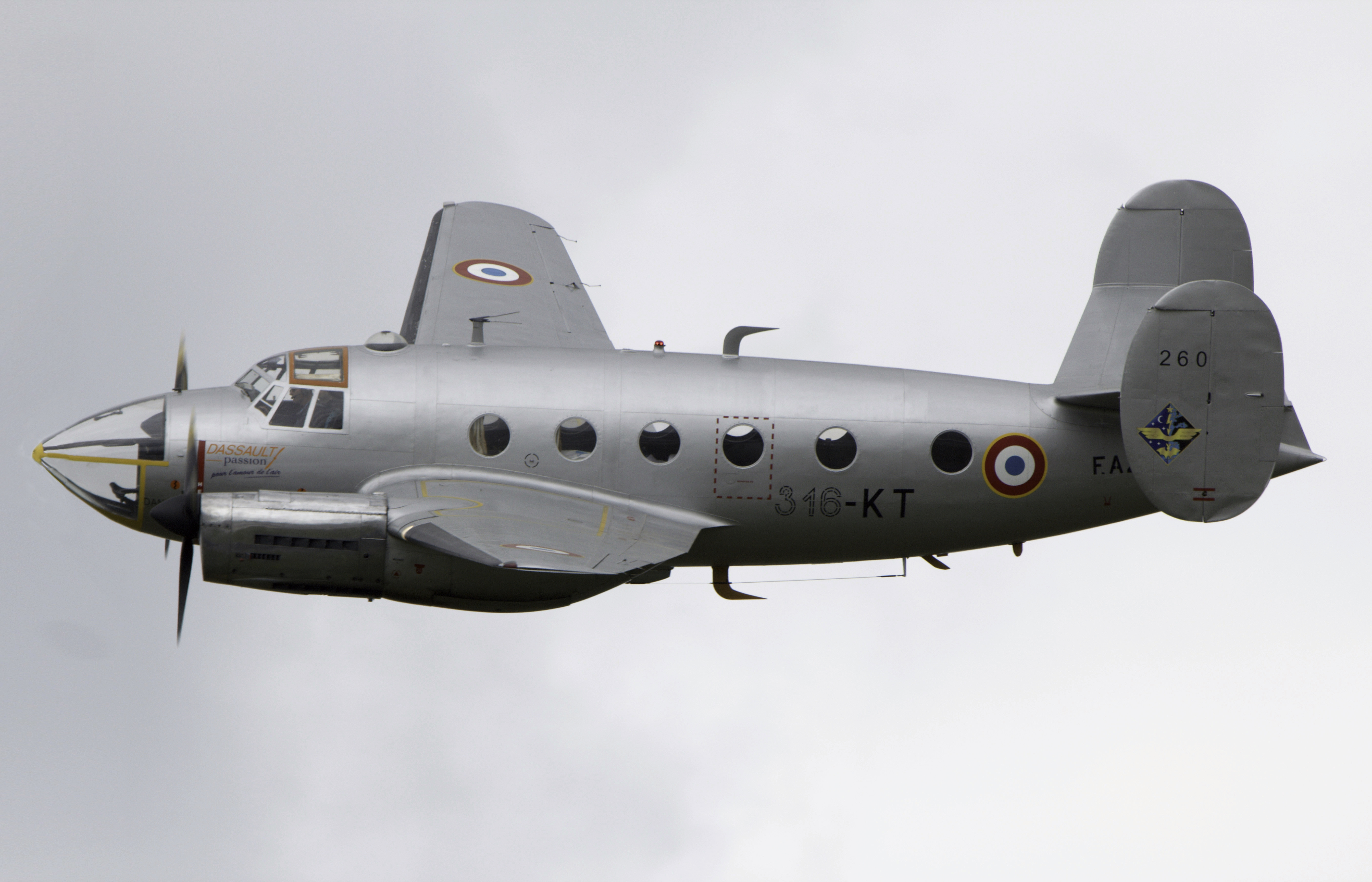
Trainer Dassault MD.311 Flamant auf der ILA 2010

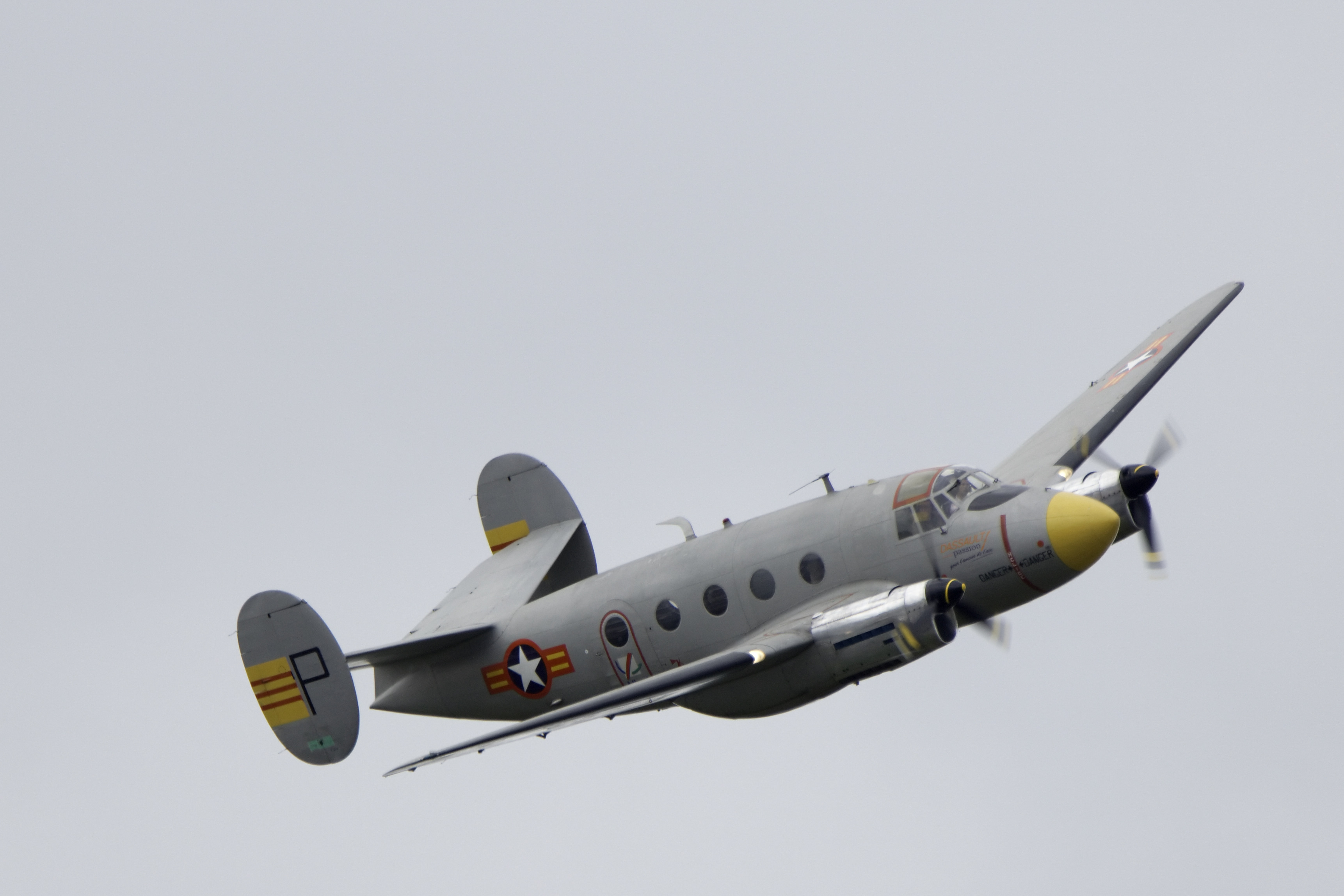
Transportflugzeug Dassault MD.312 Flamant auf der ILA 2010

- MD.311: Bombenschützen-, Navigations- und Aufklärungstrainer mit verglastem Bug, 39 Exemplare
- MD.312: sechssitziges Transport- und Verbindungsflugzeug, 142 Stück
- MD.312B: ein Prototyp mit einfachem Leitwerk und verkürztem Rumpf, 1 Stück
- MD.312M: Verbindungsflugzeug für die französische Marine, 25 Exemplare
- MD.315: zehnsitziges Transportflugzeug, 137 Stück
- MD.316X: eine MD 315 wurde zu Testzwecken auf zwei 14-Zylinder-Doppelsternmotoren SNECMA 14X Super Mars mit je 611 kW umgerüstet
- MD.316T: ein Prototyp mit einfachem Leitwerk und zwei 7-Zylinder-Sternmotoren Wright R-1300-CB7A1 mit je 597 kW

## Militärische Nutzer
- Kambodscha – MD.315
- Kamerun – MD.315
- Frankreich
  - Französische Luftstreitkräfte (MD.315, MD.312, MD.311)
  - Französische Marine (MD.312)
- Madagaskar – MD.315, MD.312
- Südvietnam – MD.312, MD.315
- Tunesien – MD.312

## Technische Daten

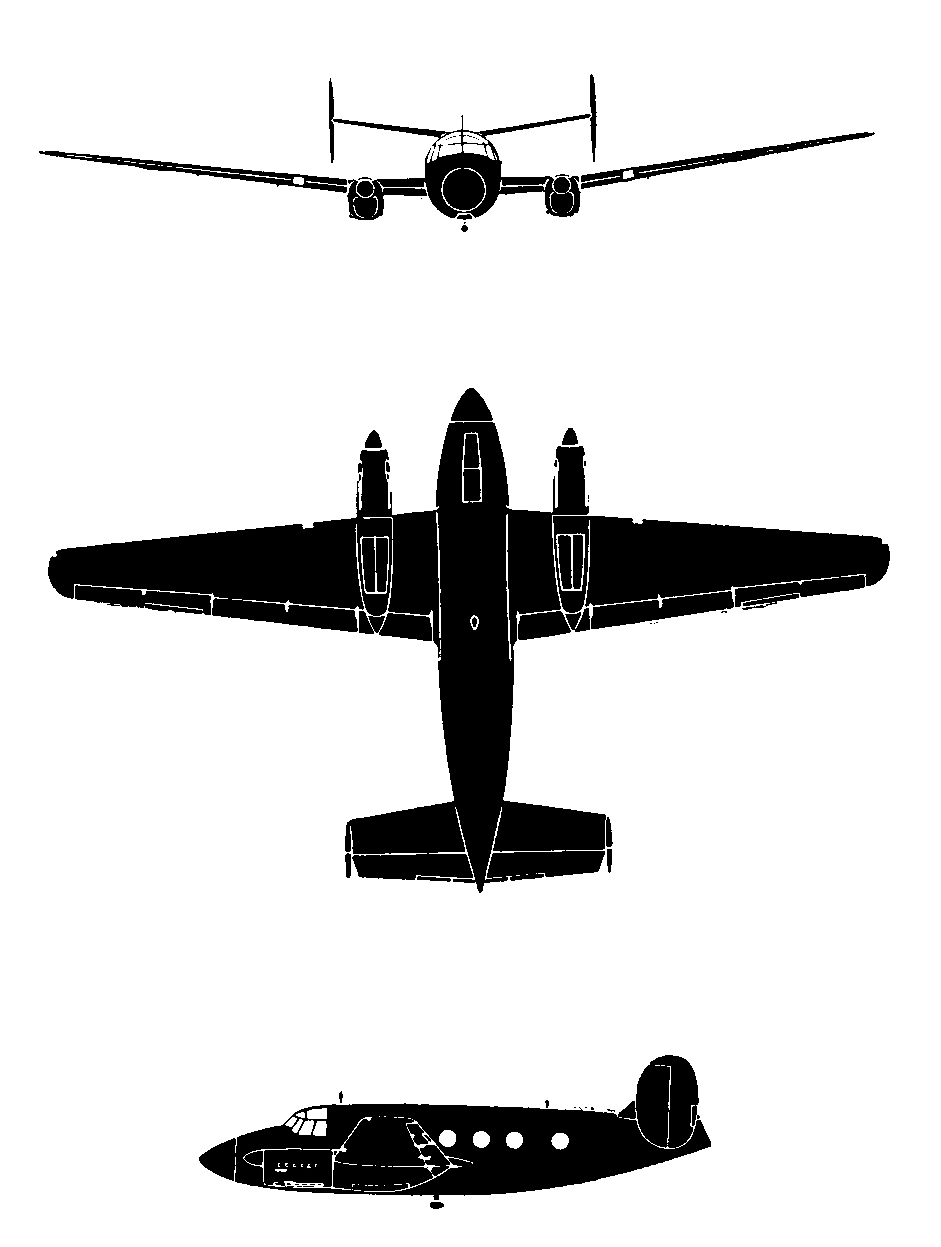
Dassault MD.315 Flamant

| Kenngröße             | Daten                                                      |
| --------------------- | ---------------------------------------------------------- |
| Besatzung             | 2                                                          |
| Passagiere            | 10                                                         |
| Länge                 | 12,50 m                                                    |
| Spannweite            | 20,70 m                                                    |
| Höhe                  | 4,50 m                                                     |
| Flügelfläche          | 47,20 m²                                                   |
| Flügelstreckung       | 9,1                                                        |
| Leermasse             | 4250 kg                                                    |
| max. Startmasse       | 5800 kg                                                    |
| Reisegeschwindigkeit  | 300 km/h                                                   |
| Höchstgeschwindigkeit | 380 km/h                                                   |
| Dienstgipfelhöhe      | 8000 m                                                     |
| Reichweite            | 1200 km                                                    |
| Triebwerke            | 2 × 12-Zylinder-V-Motoren Renault 12S 02-201 mit je 433 kW |